# Ferdinand Mannlicher
Ferdinand Mannlicher, dal 1892 Ritter von Mannlicher (Magonza, 30 gennaio 1848 – Vienna, 20 gennaio 1904), è stato un inventore austriaco.
Nel 1886 inventò il fucile a ripetizione con caricatore, di cui uno dei primi esempi fu lo Steyr-Mannlicher M1895.

## Biografia

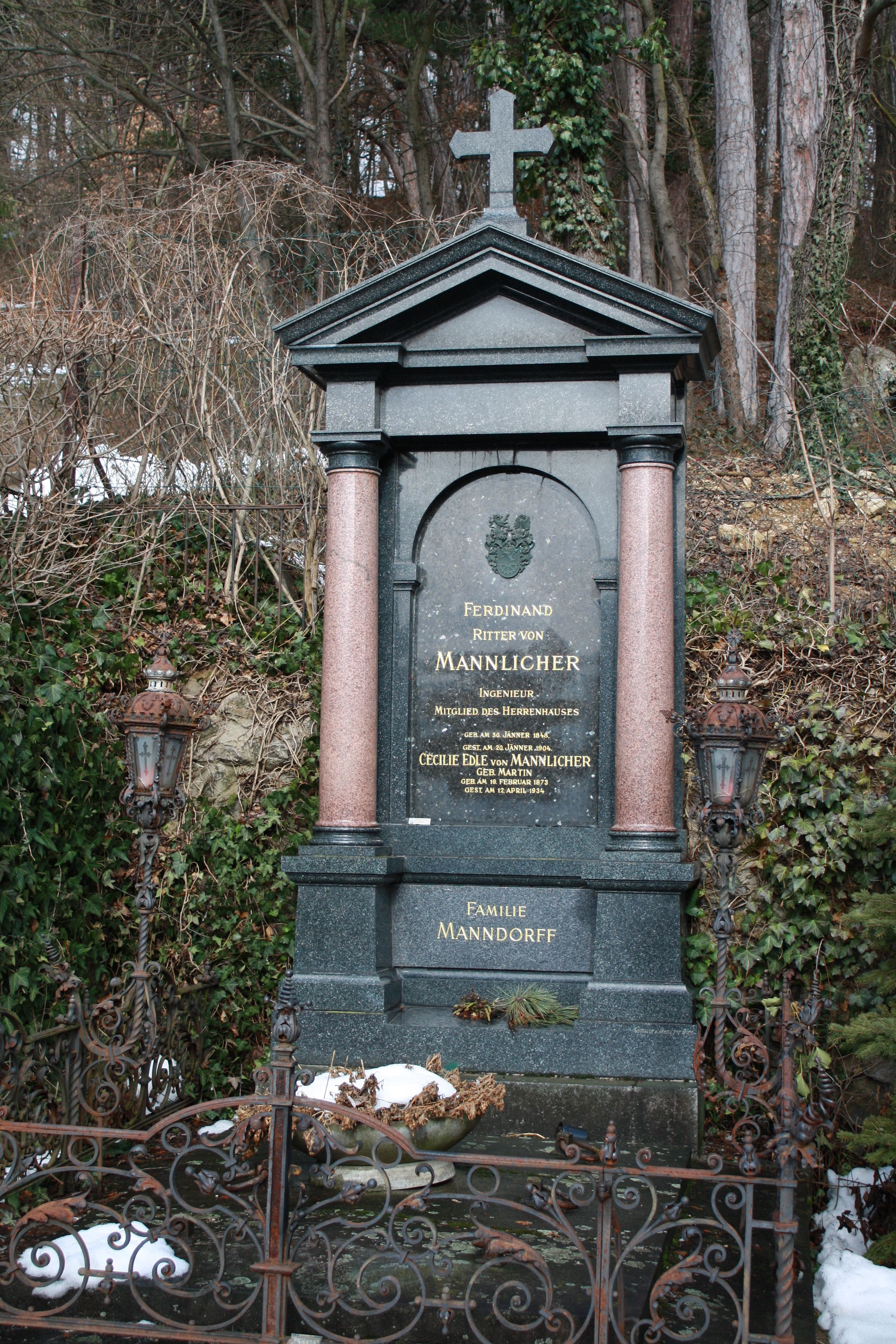
Tomba di famiglia a Hinterbrühl

Mannlicher era figlio del k.u.k. Oberfeldkriegskommissär Josef Mannlicher e di Albertine Haacke, nacque a Magonza dove il padre era stanziato in quel periodo, ma la famiglia era originaria di Most in Boemia. L'albero genealogico della famiglia risale al 1525, da cinque generazioni Bürgermeister, ufficiali postali, doganieri, militari e consiglieri comunali.
Mannlicher si trasferì con la famiglia a Josefstadt, quartiere di Vienna, nel 1857 e studiò al ginnasio. Successivamente frequentò la Technischen Hochschule di Vienna. Nel 1869 ottenne un lavoro presso il k.k. Südbahngesellschaft come ingegnere ferroviario, passando in seguito a lavorare per la Kaiser Ferdinands Nordbahn. Si interessò presto di armi e iniziò poi lo scontro tra prussiani e austriaci nella Battaglia di Sadowa, interessandosi di portare in Austria le tecniche d'armi dei nemici. Su richiesta dell'esercito austriaco di sviluppare un'arma di nuova concezione, Mannlicher, in competizione con altri progettisti, studiò diverse soluzioni.
Dal 1880 Mannlicher progettò diverse armi a carica multipla con caricatori a tubo e più tardi scatolati in lamiera. Dal 1886 il nuovo sistema venne prodotto creando il System Mannlicher, a ripetizione con caricatore multiplo, prodotto dalla Österreichische Waffenfabriksgesellschaft sotto la direzione di Josef Werndl. Il modello Steyr-Mannlicher M1895 venne utilizzato dalla Gemeinsame Armee. Il 14 dicembre 1892, Mannlicher divenne membro parlamento austriaco e senatore a vita presso del Reichsrates.

### Vita privata
Mannlicher sposò il 21 maggio 1892 Cäcilie Martin; il 17 maggio 1893 vennero al mondo Albertine e Cäcilie, gemelle.

## Onorificenze
Mannlicher ricevette l'Ordine della Corona (Prussia), l'Ordine della Corona d'Italia, la Croce di Ferro e la Legion d'Onore. Esistono vie intitolate come Mannlichergasse a Hinterbrühl/Vienna e Mannlicherstrasse a Steyr.
Dopo una breve malattia morì il 20 gennaio 1904 a Vienna. La tomba è presso il cimitero di Hinterbrühl. La vedova si suicidò il 12 aprile 1934 con una pistola prototipo a gas del marito, lasciando un notevole patrimonio. Il nome Mannlicher rimane nel nome della fabbrica Steyr Mannlicher GmbH & CO.KG, mentre i fucili da caccia sono sviluppati dalla Mannlicher-Schönauer.